# Sygehjælper (militær)
|  | Denne artikel handler om den militær-humane (menneskerelaterede) sygehjælper. For andre betydninger, se Sygehjælper (flertydig). |
En sygehjælper (SYHJ) er en soldat, der har en funktions-uddannelse inden for sanitetstjeneste. Uddannelsen sigter mod at give soldaten bedre forudsætninger for at yde kvalificeret hjælp til syge og fysisk sårede, ved at give viden og færdigheder, der strækker sig ud over det almindelige førstehjælpskursus.

## Uddannelse
Uddannelsen foregår som et kursus, der varer 14 dage. Undervisningen forestås gerne af personel, oftest sanitetssergenter, fra et sanitetskompagni. Pensum dækker basal anatomi & fysiologi, sygdomslære og hygiejne samt materielkendskab, sygepleje, forbindelære, farmakologi, kinematik (læren om skades-mekanisme), svære fysiske traumer og evakuering.

## Funktion

### I kæmpende enheder
Ofte ses sygehjælpere som "skråstregsfunktion", e.g. kører/sygehjælper, skytte/sygehjælper. De fleste delinger har indtil flere sygehjælpere, idet der i princippet skal være tilknyttet mindst en "fri sygehjælper" til hver gruppe. Disse varetager normalt deres primære funktion, men kan i tilfælde af sårede i gruppen yde hurtig, kvalificeret støtte, til den sårede kan evakueres fra kamppladsen. Det kan også være sygehjælperen som varetager vejledning af de andre i gruppen eller delingen omkring felthygiejne og fungerer som rådgiver for gruppefører og delingsfører.
En sygehjælper er under sit virke beskyttet af Genevekonventionen, og har særlig status som non-kombattanter mens han udøver sit virke. Sygehjælperen må bære sit våben og bruge det til forsvar af sig selv og sin patient. Han må således ikke deltage aktivt i kamphandlinger, men kan modsætte sig tilfangetagelse når angrebet. Sygehjælperen er dog kun beskyttet af Genevekonventionen når denne er markeret tydeligt med Røde Kors eller Røde Halvmåne mærket. og må ikke deltage i offensive kamphandlinger.
Sygehjælperen har ikke status som krigsfanger men som "tilbageholdt personel" og må kun tilbageholdes for at fortsætte deres medicinske virke til krigsfanger af fortrinsvis egne styrker.

### I bevogtningsenheder
I bevogtnings grupper/delinger må sygehjælperen også visitere det modsatte køn, hvis der ikke er F.eks. en kvinde til at visitere en kvinde eller en mand til en mand.

### I sanitetskompagniet
I sanitetskompagniet indgår sygehjælperen i de fleste delinger til støtte i delingens/sektionens funktion, herunder i behandlingen og plejen af syge og sårede fra fronten.
I ambulancedelingen er de fleste "ambulancehjælpere" sygehjælperuddannede. Her er det primært sygehjælpere, der varetager patientens pleje og behandling under transporten mellem 1. og 2. echelon. 
I sanitetsdelingen arbejder sygejælpere sammen med enkelte sygepassere og en læge om at oprette en afdelingsforbindeplads. Her varetager sygehjælperen bl.a. forplejning, løft og forflytninger, personlig hygiejne, sårvask og bandagering m.v. Tillige har sygehjælpere mange opgaver i forbindelse med oprettelse og nedbrydning/flytning af forbindepladsen, ligesom mange sygehjælpere varetager en skråstregsfunktion som kørere. 
I hovedforbindedelingen arbejder sygehjælpere sammen med sygepassere og læger efter samme device som i sanitetsdelingen, men i lidt større målestok. Foruden pleje og behandling af patienter har sygehjælperen også her en række støttefunktioner. 
- Sygehjælperens armbind i den danske hær.
- Sygehjælperens hjelmbind i den danske hær.

| Militær | Spire Denne artikel om militær er en spire som bør udbygges. Du er velkommen til at hjælpe Wikipedia ved at udvide den. |

| Sygepleje | Spire Denne artikel om sygepleje er en spire som bør udbygges. Du er velkommen til at hjælpe Wikipedia ved at udvide den. |